# Northern 300 1967
Northern 300 1967 var ett stockcarlopp ingående i  Nascar Grand National Series (nuvarande Nascar Cup Series) som kördes 9 juli 1967 på den 1 mile (1,6 km) långa ovalbanan Trenton Speedway i Trenton i New Jersey. Totalt avverkades 300 miles (482,803 km) fördelat på 300 varv. Banunderlaget var asfalt. Loppet vanns av Richard Petty i en Plymouth på tiden 3:08.50 körandes för Petty Enterprises. Pettys snitthastighet var 95,322 mph. Det var Pettys 61:a vinst av totalt 200 i karriären. Prispotten uppgick till 19 420 dollar, varav 4 350 dollar gick till segraren.

## Resultat
| Plc     | Nr | Förare          | Team/ bilägare              | Konstruktör | Start | Varv | Ledda varv |
| ------- | -- | --------------- | --------------------------- | ----------- | ----- | ---- | ---------- |
| 1       | 43 | Richard Petty   | Petty Enterprises           | Plymouth    | 1     | 300  | 244        |
| 2       | 26 | Darel Dieringer | Junior Johnson & Associates | Ford        | 3     | 300  | 55         |
| 3       | 14 | Jim Paschal     | Tom Friedkin                | Plymouth    | 2     | 297  | 1          |
| 4       | 99 | Paul Goldsmith  | Nichels Engineering         | Plymouth    | 4     | 293  | 0          |
| 5       | 64 | Elmo Langley    | Langley-Woodfield Racing    | Ford        | 9     | 288  | 0          |
| 6       | 4  | John Sears      | DeWitt Racing               | Ford        | 7     | 286  | 0          |
| 7       | 87 | Buck Baker      | Buck Baker Racing           | Ford        | 19    | 280  | 0          |
| 8       | 06 | Neil Castles    | Neil Castles                | Dodge       | 18    | 279  | 0          |
| 9       | 2  | Bobby Allison   | J.D. Bracken                | Chevrolet   | 16    | 276  | 0          |
| 10      | 48 | James Hylton    | Bud Hartje                  | Dodge       | 6     | 275  | 0          |
| 11      | 24 | Jack Harden     | Betty Lilly                 | Ford        | 35    | 275  | 0          |
| 12      | 20 | Clyde Lynn      | Negre Racing                | Ford        | 10    | 272  | 0          |
| 13      | 34 | Wendell Scott   | Scott Racing                | Ford        | 11    | 270  | 0          |
| 14      | 07 | George Davis    | George Davis                | Chevrolet   | 31    | 265  | 0          |
| 15      | 45 | Bill Seifert    | Seifert Racing              | Ford        | 22    | 264  | 0          |
| 16      | 63 | Bill Dennis     | Bob Adams                   | Ford        | 30    | 260  | 0          |
| 17      | 92 | Bobby Wawak     | Wawak Racing                | Dodge       | 17    | 216  | 0          |
| 18      | 79 | Frank Warren    | Harold Rhodes               | Chevrolet   | 8     | 200  | 0          |
| 19      | 18 | Dick Johnson    | Dick Johnson                | Ford        | 13    | 170  | 0          |
| 20      | 11 | J.T. Putney     | J.T. Putney                 | Chevrolet   | 33    | 166  | 0          |
| 21      | 31 | Bill Ervin      | Ralph Murphy                | Ford        | 28    | 108  | 0          |
| 22      | 97 | Henley Gray     | Gray Racing                 | Ford        | 21    | 96   | 0          |
| 23      | 49 | G.C. Spencer    | G.C. Spencer Racing         | Plymouth    | 5     | 92   | 0          |
| 24      | 88 | Al Tasnady      | Buck Baker Racing           | Oldsmobile  | 34    | 89   | 0          |
| 25      | 94 | Don Biederman   | Ron Stotten                 | Chevrolet   | 23    | 86   | 0          |
| 26      | 38 | Wayne Smith     | Archie Smith                | Chevrolet   | 14    | 87   | 0          |
| 27      | 57 | George Poulos   | George Poulos               | Plymouth    | 15    | 68   | 0          |
| 28      | 01 | Paul Dean Holt  | Dennis Holt                 | Ford        | 24    | 55   | 0          |
| 29      | 32 | Larry Miller    | Larry Miller                | Dodge       | 25    | 42   | 0          |
| 30      | 55 | Tiny Lund       | Lyle Stelter                | Ford        | 26    | 39   | 0          |
| 31      | 76 | Earl Brooks     | Don Culpepper               | Ford        | 27    | 24   | 0          |
| 32      | 8  | Ed Negre        | Negre Racing                | Ford        | 12    | 16   | 0          |
| 33      | 25 | Jabe Thomas     | Robertson Racing            | Ford        | 20    | 8    | 0          |
| 34      | 9  | Roy Tyner       | Truett Rodgers              | Chevrolet   | 32    | 4    | 0          |
| 35      | 91 | Elmer Gilliam   | Neil Castles                | Plymouth    | 29    | 4    | 0          |
| 36      | 89 | Don Stives      | Ron Smith                   | Ford        | 36    | 0    | 0          |
| Källor: |    |                 |                             |             |       |      |            |